# 七都大桥
七都大桥是横跨瓯江的一座市政桥梁，主桥长2.067千米，宽34米，双向六车道，设计行车时速60公里，桥面两侧设人行道。该工程1999年立项，2011年全面开工，2012年12月21日通车。